# 볼렝에시

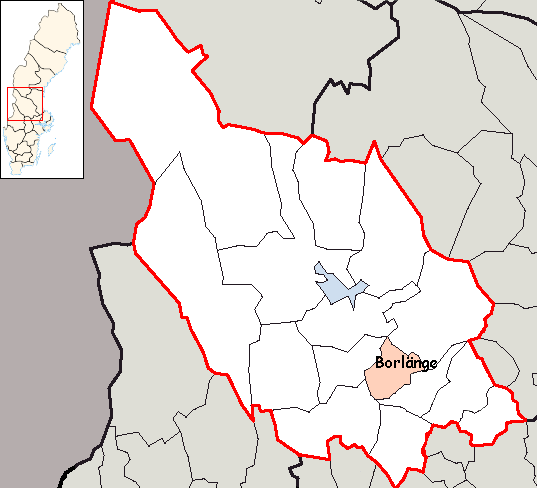
볼렝에 시의 위치

볼렝에시(스웨덴어: Borlänge kommun)는 스웨덴 달라르나주에 위치한 지방 자치체로 행정 중심지는 볼렝에이며 면적은 635.81km2, 인구는 51,604명(2016년 12월 31일 기준), 인구 밀도는 81명/km2이다.

시 문장